# Eumerus sexvittatus
Eumerus sexvittatus är en tvåvingeart som beskrevs av Enrico Adelelmo Brunetti 1915. Eumerus sexvittatus ingår i släktet månblomflugor, och familjen blomflugor. Inga underarter finns listade i Catalogue of Life.